# Rădăuți (Suceava)
Rădăuţi (in ungherese Radóc, in tedesco Radautz, in polacco Radowce, in ucraino Радівці?, Radivtsi, in yiddish ראַדעװיץ‎?, Radevits) è un municipio della Romania di 29 291 abitanti, ubicato nel distretto di Suceava, nella regione storica della Bucovina, a sua volta parte della Moldavia rumena.

## Storia
Sulle origini della città e del toponimo sono state formulate due diverse teorie:
- La prima, prendendo spunto da un documento del 1392 che elenca le proprietà di un boiardi dove viene citato un Villaggio di Radomir, ritiene che proprio dal nome Radomir trarrebbe origine il toponimo Rădăuţi
- La seconda ritiene più antiche le origini della città e che il toponimo derivi da un'alterazione slava del termine latino Rottacenum largamente usato tra i soldati della guarnigione romana di Siret.

Il toponimo Rădăuţi viene invece citato per la prima volta in un documento emesso dal Principe Alexandru cel Bun nel 1413.
La città ottenne fin dal XV secolo il diritto di organizzare fiere e mercati e, grazie alla sua posizione a metà strada tra i Carpazi e la pianura, conobbe un rapido sviluppo. Al tempo di Ştefan cel Mare la fama commerciale della città era ben diffusa ed esistono documenti (uno in particolare del 1481) in cui lo stesso Principe interviene a dirimere liti per motivi commerciali, ma probabilmente l'attività commerciale era già consolidata in tempi precedenti.
Durante il dominio asburgico, Rădăuţi era una delle città più grandi del Ducato di Bucovina e conobbe una forte immigrazione di persone provenienti dalla Germania, in particolare dalla Svevia.

## Amministrazione

### Gemellaggi
- Ragusa[1]
- Pontault-Combault
- Ivrea
- Briceni

#### Rapporti di conoscenza e solidarietà
- Bagnacavallo